# Stawy Przygodzickie
Stawy Przygodzickie – zespół około 70 stawów rybnych położonych w powiecie ostrowskim, na obszarze gminy Przygodzice, w dolinie górnej Baryczy, rozciągnięty wzdłuż osi Ostrów-Antonin i położony na terenie Parku Krajobrazowego Dolina Baryczy oraz Obszaru Chronionego Krajobrazu Wzgórza Ostrzeszowskie i Kotlina Odolanowska.

## Historia
Tradycje hodowli ryb sięgają XII wieku, najstarszy obecnie istniejący staw, Trzcielin Wielki, jest znany od XV wieku. Początkowo były to zbiorniki przepływowe, powstałe na zasadzie przegrodzenia wód płynących, a hodowla ryb odbywała się sposobem półdzikim. Krótko przed I wojną światową przesunięto koryto Baryczy na północ i ustabilizowano wody stawów. Obecnie hoduje się tu głównie karpia.

## Charakterystyka
Łączna powierzchnia stawów wynosi ok. 730 ha (największy, Trzcielin Wielki, ma 112 ha). Są to płytkie zbiorniki zebrane w dwa kompleksy w pobliżu wsi:
- Przygodzice, największe stawy:
  - Trzcielin Wielki,
  - Staw Murzynowy,
  - Torfiarnia,
  - Nędze,
  - Drygas,
  - Trzcielin Mały,
- Dębnica, największe stawy:
  - Dębnica Górna,
  - Dębnica Dolna,
  - Kocięba,
  - Wnuki.

W bezpośrednim sąsiedztwie stawów rybnych znajdują się zbiorniki wodne:
- Górecznik (ośrodek wypoczynkowy),
- Goszczyn,
- Szperek (ośrodek wypoczynkowy Antonina),
- Wydymacz (rezerwat przyrody).

Stawy otoczone są Lasem Antonin.
W osadzie Trzcieliny, na skraju zalesionej wydmy, znajduje się platforma widokowa na stawy.

## Flora i fauna
Do przedstawicieli flory należą:
- grzybień biały,
- grążel żółty.

Awifaunę reprezentują:
- perkozy,
- bąk,
- czapla biała,
- łabędź niemy, łabędź krzykliwy,
- gęsi,
- kaczkowate,
- kulik wielki,
- sieweczki,
- błotniak stawowy,
- bielik,
- rybołów,
- kania ruda,
- żuraw,
- kokoszka, łyska, wodnik,
- rybitwy (rzeczna i czarna),
- zimorodek,
- remiz.

Obserwowano tutaj także takie ptaki jak:
- pelikan różowy,
- warzęcha,
- czerwonak.